# 名和永年
名和 永年（なわ ながとし、生没年不詳）とは明治時代の浮世絵師。

## 来歴
明治20年代（1887年（明治20年） - 1896年（明治29年））に日清戦争の錦絵を描いている。作品に1894年（明治27年）の大判3枚続の錦絵「原田重吉之勇敢越玄武門之城壁而敗敵軍」などがある。